# Frédéric Petereyns
Frédéric Petereyns (né le 8 décembre 1969 à Maubeuge) est un footballeur français devenu entraîneur.
Ancien gardien de but, il devient ensuite entraîneur de gardiens de but. Il intègre en 2024 l'équipe technique du centre de formation du Stade Malherbe Caen, club où il a réalisé la majorité de sa carrière.

## Biographie
Après des débuts à Maubeuge, dans sa ville natale, il connaît le milieu du football professionnel avec le Stade Malherbe Caen. Il en est le gardien remplaçant, de Philippe Montanier puis de Richard Dutruel, pendant cinq saisons en première division. Il est alors sélectionné en équipe de France espoirs. En 1995 il part au FC Sochaux en Division 2 et y connaît en 1997-1998 sa seule saison de titulaire, ponctuée par une montée en D1. Il réussit notamment lors du dernier match à repousser un pénalty décisif. En 1999 il signe au FC Lorient comme gardien remplaçant.
En 2001, il arrête sa carrière de joueur pour revenir au Stade Malherbe Caen et y devenir l'entraîneur des gardiens. En février 2002, après deux semaines de stage au CTNFS de Clairefontaine, il est diplômé du brevet d'État d'éducateur sportif 2e degré (BEES 2). Pendant 17 saisons, il occupe ce poste à Caen et travaille donc avec des gardiens confirmés comme Steeve Elana, Vincent Planté ou plus tard Rémy Vercoutre et Brice Samba, et participe à la progression des plus jeunes, comme Benoit Costil ou Alexis Thébaux.
En 2018, le club normand connaît une révolution en interne et son contrat n'est pas reconduit, tout comme celui de l’entraîneur Patrice Garande. En 2019, il signe comme entraîneur des gardiens à l'USL Dunkerque, avec lequel il monte de National en Ligue 2 en 2020 puis en 2023. En 2024, il quitte Dunkerque et revient au SM Caen comme entraîneur des gardiens du centre de formation.  

## Carrière de joueur
En onze saisons professionnelles, il compte 41 matchs en Division 2 et 14 en Division 1 (tous avec le SM Caen). 
- 1987-1990 :  US Maubeuge
- 1990-1995 :  SM Caen (20 matchs)
- 1995-1999 :  FC Sochaux (45 matchs)
- 1999-2001 :  FC Lorient[6] (2 matchs)

## Carrière d'entraîneur
- 2001-2018 :  SM Caen (entraîneur des gardiens)
- 2019-2024 :  USL Dunkerque (entraîneur des gardiens)[7]
- 2024- :  SM Caen (entraîneur des gardiens du centre de formation)